# Melo Viana
Fernando de Melo Viana (Sabará, 15 de março de 1878 – Rio de Janeiro, 10 de fevereiro de 1954) foi um político brasileiro, tendo sido o 14.º Presidente de Minas Gerais entre 1924 e 1926 e o 11.º Vice-presidente do Brasil no Governo Washington Luís.
Foi o presidente da Assembleia Nacional Constituinte de 1946, que durou entre fevereiro e setembro do mesmo ano.
Depois de Nilo Peçanha, Melo Viana foi o segundo pardo a ocupar a vice-presidência.

## Biografia

### Formação
Formou-se em ciências jurídicas pela Faculdade de Direito de Ouro Preto (atual Faculdade de Direito da Universidade Federal de Minas Gerais). Foi advogado em Uberaba, no início da sua carreira, onde se declarou ateu. O Fórum de Uberaba é nomeado em sua homenagem.

### Carreira jurídica
Foi juiz de direito em Carangola de 1912 a 1919. Segundo o cientista político João Batista Damasceno, em 3 de agosto de 1914, Fernando de Melo Viana proferiu sentença extintiva de punibilidade de Olímpio Joventino Machado, acusado juntamente com João Baptista Martins pelo evento dos qual tinham sido vítimas e denominado Mazorca, após eleição distrital em Orizânia, em 1899, perpetrados pelo chefe político local de Carangola, Coronel Novais, aliado do Governador Silviano Brandão.
A mudança na política mineira com a ascensão do grupo político de João Pinheiro levou João Baptista Martins a ocupar o cargo de procurador-geral do Estado, cargo criado para ele. Fernando de Melo Viana exerceu a judicatura em Carangola, período no qual conviveu com Pedro Baptista Martins, filho do advogado João Baptista Martins, e que viria a redigir o CPC de 1939.

### Carreira no executivo
Em agosto de 1924 assumiu o governo do estado de Minas Gerais, permanecendo no cargo até setembro de 1926. Neste mesmo ano foi eleito vice-presidente da República, ao lado de Washington Luís, que conquistou a chefia do governo.
Em 1929, aliou-se à Concentração Conservadora, movimento político mineiro de apoio à campanha de Júlio Prestes, candidato governista á Presidência da República. Em 6 de fevereiro de 1930, poucos dias antes da eleição presidencial, foi ferido com três tiros no pescoço quando fazia campanha em Montes Claros. Seu secretário particular, Dr. Rafael Fleury da Rocha, morreu no local. O famoso "Atentado de Montes Claros" causou no total 5 mortos e 14 feridos.
Com a vitória da Revolução de 30 exilou-se por oito anos na Europa.

### Presidente da Constituinte

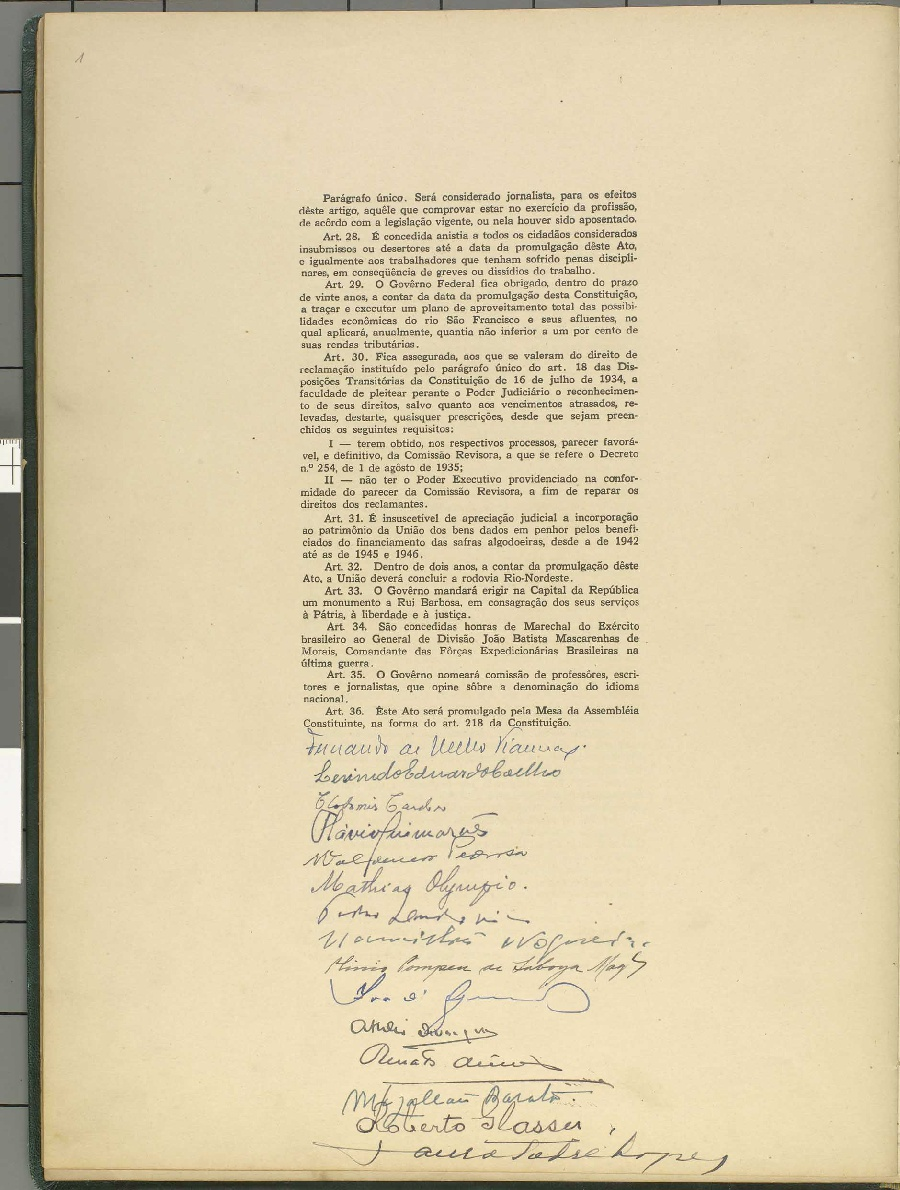
Assinatura de Melo Viana na promulgação da Constituição brasileira de 1946.

Em 1945 foi eleito senador à Assembleia Nacional Constituinte na legenda do Partido Social Democrático (PSD). Logo depois foi eleito presidente da Assembleia, obtendo a maioria dos votos junto aos constituintes. Após a promulgação da nova carta, em setembro de 1946, passou a exercer a vice-presidência do Senado.

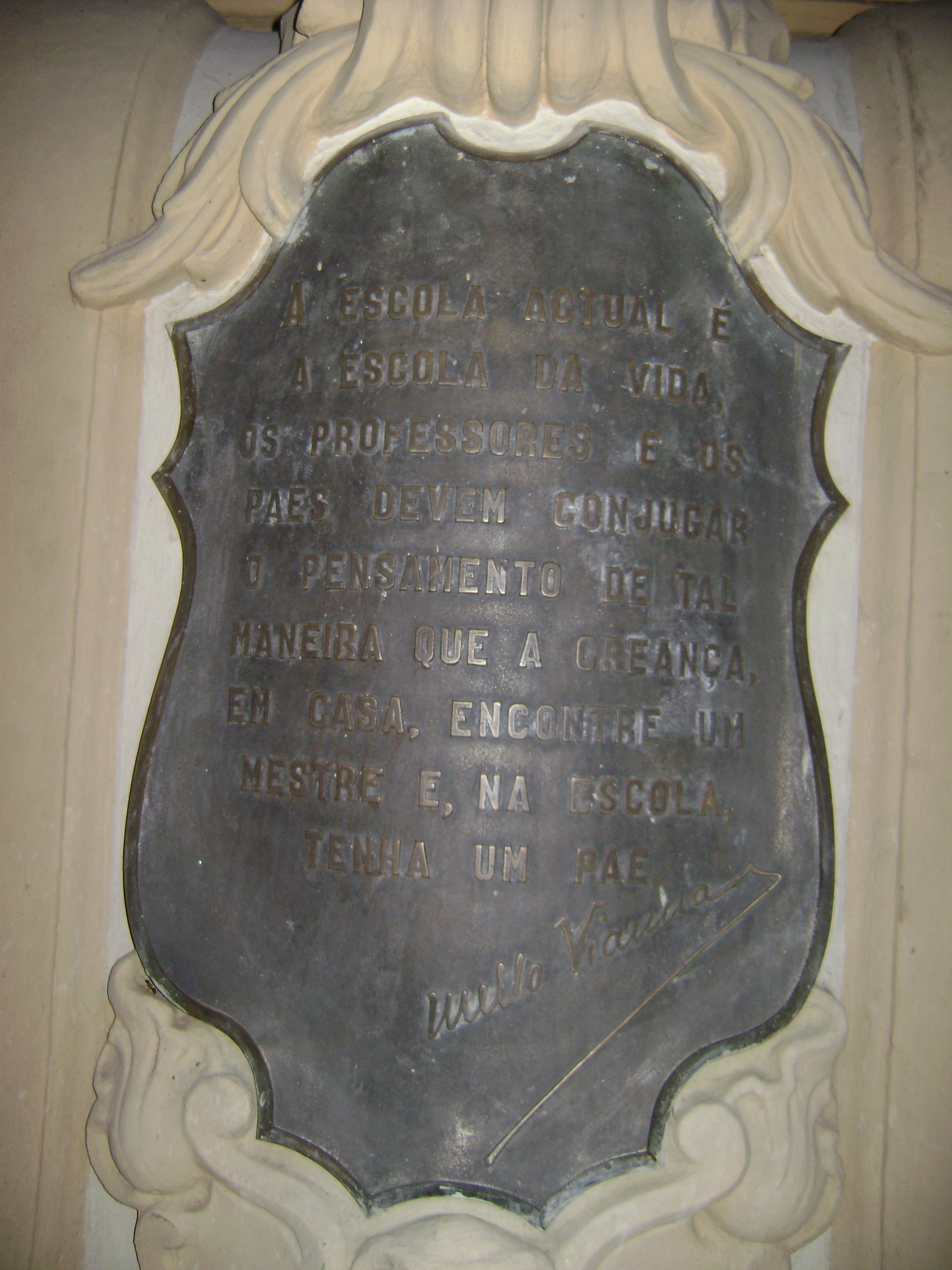
Citação de Melo Viana na entrada do Grupo Escolar Pedro II, em Belo Horizonte: A escola atual é a escola da vida. Os professores e os pais devem conjugar o pensamento de tal maneira que a criança, em casa, encontre um mestre e, na escola, tenha um pai.

Durante a Assembleia Nacional Constituinte de 1946, foi colocada em votação a emenda nno 3165 de autoria de Miguel Couto Filho que dizia: "É proibida a entrada no país de imigrantes japoneses de qualquer idade e de qualquer procedência". Tal emenda obteve votação empatada de 99 votos contra e 99 votos a favor, cabendo a Melo Viana, como presidente da assembleia, dar o voto de Minerva que a rejeitou.